# NTM (rapgroep)
Suprême NTM, vaak simpelweg aangeduid als NTM, voluit Nique Ta Mère (Nederlands: "Neuk Je Moeder") is een Franse rapformatie die in 1988 werd opgericht. De groep bestond uit hoofdzakelijk uit de rappers Kool Shen en JoeyStarr. NTM zorgde gedurende de jaren 90 voor heel wat controverse door het gebruik van expliciete teksten, maar was in de Franstalige landen ook erg populair door de sociale kritiek die in de nummers werd geuit. De groep maakte voornamelijk hardcore rap, maar gebruikte later ook invloeden uit funk, soul en reggae.

## Bandbiografie

### De beginjaren (1988—1991)
De groep bestaat uit JoeyStarr (Didier Morville) en Kool Shen (Bruno Lopes), beiden uit het Franse departement Seine-Saint-Denis (93) afkomstig. Ze kwamen in aanraking met hiphop op buurtfeesten van Dee Nasty. In de eerste jaren waren ze met enkele elementen van de hiphopcultuur bezig, zoals breakdance en vooral graffiti (waar ze deel uitmaakten van een clan genaamd NTM 93). Later focusten ze zich vooral op rap.

### Doorbraak (1991—1998)
In de jaren 90 genoot de groep van een grote populariteit in België, Canada, Frankrijk, en ook de rest van Europa in mindere mate. Suprême NTM stond bekend om haar agressie jegens politie, gewelddadige teksten en betrokkenheid bij rellen met autoriteiten. De groep werd ook gevraagd enkele nummers te leveren voor de soundtrack van de film La Haine (1995). Ondanks hun grote successen, werd de groep ook veel bekritiseerd wegens hun gewelddadige teksten. Vanwege de teksten in het nummer "Police" werden JoeyStarr en Kool Shen in 1996 gestraft door het gerechtshof van Toulon, met een gevangenisstraf van drie maanden en een rap-verbod van zes maanden. De rappers gingen in een hoger beroep en kregen in 1997 een boete van 50 000 francs en een celstraf van twee maanden voorwaardelijk. Deze zaak ging te boek als: L'affaire NTM. In dat jaar bracht NTM ook de cd "Paris sous les bombes" uit. Van deze cd werden meer dan 200 000 exemplaren verkocht; hij werd bekroond met platina.

### Break-up (1998)

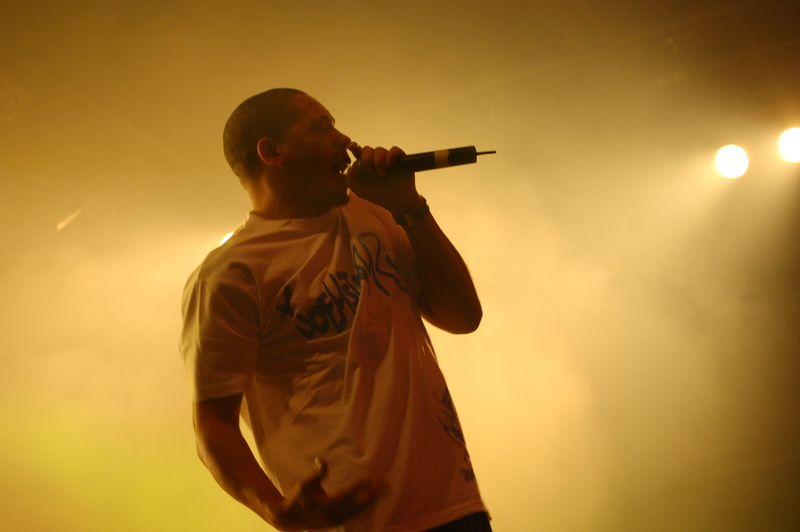
JoeyStarr tijdens een optreden in 2007.

In 2001 gingen de rappers hun eigen weg. Kool Shen begon een succesvolle solocarrière, en JoeyStarr bracht in 2006 zijn eerste album uit. Sinds de beginjaren van de 21e eeuw, volgden tussen de twee rappers disstracks, ignoraties en lichte toenaderingen elkaar af. In 2007 besloot Kool Shen zijn carrière als rapper te beëindigen.

### Reünie (2008—2009)
Begin 2008 ontstonden geruchten dat Kool Shen en JoeyStarr plannen hadden voor een reünie. In maart 2008 maakten de rappers bekend dat de groep Suprême NTM weer herenigd was voor een reeks concerten in Palais Omnisports de Paris-Bercy, op 18, 19, 20, 22 en 23 september. In juni 2009 bracht Kool Shen in samenwerking met JoeyStarr de single J'Reviens uit. Hoewel dit niet werd uitgebracht als Suprême NTM, is de single het eerste nieuwe materiaal dat voortvloeit tussen de beiden rappers sinds de opheffing van NTM in 1998.

## Discografie

### Albums
| Album met hitnotering(en) in de Vlaamse Ultratop 200 albums | Datum van verschijnen | Datum van binnenkomst | Hoogste positie | Aantal weken | Opmerkingen                            |
| ----------------------------------------------------------- | --------------------- | --------------------- | --------------- | ------------ | -------------------------------------- |
| Authentik                                                   | 1991                  | -                     | -               | -            | 70.000 exemplaren verkocht             |
| 1993...J'appuie sur la gachette                             | 1993                  | -                     | -               | -            | In Frankrijk onderscheiden met Goud    |
| Paris sous les bombes                                       | 1995                  | -                     | -               | -            | In Frankrijk onderscheiden met Platina |
| Suprême NTM                                                 | 1998                  | -                     | -               | -            | In Frankrijk onderscheiden met Goud    |
| NTM Le Clash - BOSS vs IV My People                         | 2001                  | -                     | -               | -            | Remix- en verzamelalbum                |
| Supreme NTM - Best Of 2007                                  | 2007                  | -                     | -               | -            | Verzamelalbum                          |